# Ybuss
Ybuss är ett bussbolag i Sverige. Varumärket Ybuss har sina rötter på 1970-talet men blev ett bolag 1996. Huvudverksamheten är expressbussresor mellan orter efter Norrlandskusten mot Stockholm.
Företaget ägs av Höga Kusten-företaget Byberg & Nordin Busstrafik  AB, tidigare i samarbete med Westin Buss AB. Idag (2022) bedrivs trafiken av Byberg & Nordin Busstrafik AB och Stockholmsföretaget Ekmanbuss Flexibussitet AB. Trafik sker från bland annat Umeå, Örnsköldsvik, Sollefteå, Sundsvall, Hudiksvall, Söderhamn, Gävle och Uppsala till och från Stockholm. Totalt trafikeras ett 30-tal orter efter Norrlandskusten.    
Ybuss kör två linjer i samarbete med Din Tur och är även med i biljett- och resesamarbetet Resplus.
Verksamheten återstartade i september 2021, efter en tillfällig paus på grund av covid-19-pandemin . Trafiken rullar nu åter efter Norrlandskusten.
|  | Head station |

|  | Stop on track |

|  | Stop on track |

|  | Stop on track |

|  | Station on track |

|  | Stop on track |

|  | Stop on track |

|  | Stop on track |

|  | Stop on track |

| Head station | Straight track |

| Stop on track | Straight track |

| Stop on track | Straight track |

| Stop on track | Straight track |

| Stop on track | Straight track |

| Unknown BSicon "BHF-L" | Unknown BSicon "BHF-R" |

| Unknown BSicon "HST-L" | Unknown BSicon "HST-R" |

| Unknown BSicon "HST-L" | Unknown BSicon "HST-R" |

| Unknown BSicon "BHF-L" | Unknown BSicon "BHF-R" |

| Unknown BSicon "HST-L" | Unknown BSicon "HST-R" |

| Unknown BSicon "HST-L" | Unknown BSicon "HST-R" |

| Unknown BSicon "HST-L" | Unknown BSicon "HST-R" |

| Unknown BSicon "HST-L" | Unknown BSicon "HST-R" |

| Unknown BSicon "HST-L" | Unknown BSicon "HST-R" |

| Unknown BSicon "HST-L" | Unknown BSicon "HST-R" |

| Straight track | Station on track |

| Unknown BSicon "HST-L" | Unknown BSicon "HST-R" |

| Unknown BSicon "HST-L" | Unknown BSicon "HST-R" |

| Unknown BSicon "HST-L" | Unknown BSicon "HST-R" |

| Unknown BSicon "HST-L" | Unknown BSicon "HST-R" |

| Unknown BSicon "KBHFe-L" | Unknown BSicon "KBHFe-R" |

|  | Head station |

|  | Stop on track |

|  | Stop on track |

|  | Stop on track |

|  | Station on track |

|  | Stop on track |

|  | Stop on track |

|  | Stop on track |

|  | Stop on track |

| Head station | Straight track |

| Stop on track | Straight track |

| Stop on track | Straight track |

| Stop on track | Straight track |

| Stop on track | Straight track |

| Unknown BSicon "BHF-L" | Unknown BSicon "BHF-R" |

| Unknown BSicon "HST-L" | Unknown BSicon "HST-R" |

| Unknown BSicon "HST-L" | Unknown BSicon "HST-R" |

| Unknown BSicon "BHF-L" | Unknown BSicon "BHF-R" |

| Unknown BSicon "HST-L" | Unknown BSicon "HST-R" |

| Unknown BSicon "HST-L" | Unknown BSicon "HST-R" |

| Unknown BSicon "HST-L" | Unknown BSicon "HST-R" |

| Unknown BSicon "HST-L" | Unknown BSicon "HST-R" |

| Unknown BSicon "HST-L" | Unknown BSicon "HST-R" |

| Unknown BSicon "HST-L" | Unknown BSicon "HST-R" |

| Straight track | Station on track |

| Unknown BSicon "HST-L" | Unknown BSicon "HST-R" |

| Unknown BSicon "HST-L" | Unknown BSicon "HST-R" |

| Unknown BSicon "HST-L" | Unknown BSicon "HST-R" |

| Unknown BSicon "HST-L" | Unknown BSicon "HST-R" |

| Unknown BSicon "KBHFe-L" | Unknown BSicon "KBHFe-R" |